# Yuki Sato (futbolista)
Yuki Sato (佐藤 悠希 Sato Yuki?, nacido el 13 de febrero de 1988 en Nara) es un futbolista japonés que se desempeña como delantero.

## Trayectoria

### Clubes
| Club               | País  | Año    |
| ------------------ | ----- | ------ |
| AC Nagano Parceiro | Japón | 2012 - |

## Estadística de carrera

### J. League
| Club               | Año   | J. League | J. League | Copa J. League | Copa J. League | Total | Total |
| Club               | Año   | Part.     | Goles     | Part.          | Goles          | Part. | Goles |
| ------------------ | ----- | --------- | --------- | -------------- | -------------- | ----- | ----- |
| AC Nagano Parceiro | 2014  | 33        | 9         | -              | -              | 33    | 9     |
| AC Nagano Parceiro | 2015  | 36        | 12        | -              | -              | 36    | 12    |
| AC Nagano Parceiro | 2016  | 30        | 7         | -              | -              | 30    | 7     |
| AC Nagano Parceiro | 2017  | 29        | 2         | -              | -              | 29    | 2     |
| Total              | Total | 128       | 30        | 0              | 0              | 128   | 30    |